# Microstylum lituratum
Microstylum lituratum là một loài ruồi trong họ Asilidae. Microstylum lituratum được Loew miêu tả năm 1863.